# Гросензе (Тирингија)
Гросензе (њем. Großensee) општина је у њемачкој савезној држави Тирингија. Једно је од 61 општинског средишта округа Вартбург. Према процјени из 2010. у општини је живјело 218 становника. Посједује регионалну шифру (AGS) 16063036.

## Географски и демографски подаци
Гросензе се налази у савезној држави Тирингија у округу Вартбург. Општина се налази на надморској висини од 236 метара. Површина општине износи 3,3 km². У самом мјесту је, према процјени из 2010. године, живјело 218 становника. Просјечна густина становништва износи 67 становника/km².